# Challenger La Manche 2012
Il Challenger La Manche 2012 è stato un torneo professionistico di tennis maschile giocato sul cemento. È stata la 19ª edizione del torneo che fa parte dell'ATP Challenger Tour nell'ambito dell'ATP Challenger Tour 2012. Si è giocato a Cherbourg in Francia dal 27 febbraio al 4 marzo 2012.

## Partecipanti

### Teste di serie
| Nazionalità | Giocatore              | Ranking* | Testa di serie |
| ----------- | ---------------------- | -------- | -------------- |
| Francia     | Édouard Roger-Vasselin | 95       | 1              |
| Paesi Bassi | Thomas Schoorel        | 139      | 2              |
| Francia     | Marc Gicquel           | 142      | 3              |
| Francia     | Florent Serra          | 143      | 4              |
| Russia      | Aleksandr Kudrjavcev   | 145      | 5              |
| Paesi Bassi | Igor Sijsling          | 147      | 6              |
| Francia     | Arnaud Clément         | 155      | 7              |
| Belgio      | David Goffin           | 164      | 8              |

- Ranking al 20 febbraio 2012.

### Altri partecipanti
Giocatori che hanno ricevuto una wild card:
- Pierre-Hugues Herbert
- Romain Jouan
- Josselin Ouanna
- Alexandre Sidorenko

Giocatori che hanno ricevuto uno special exempt per entrare nel tabellone principale:
- Jerzy Janowicz
- Evgenij Korolëv

Giocatori passati dalle qualificazioni:
- Daniel Evans
- Roman Jebavý
- Illja Marčenko
- Nicolas Renavand

## Campioni

### Singolare
Josselin Ouanna ha battuto in finale  Maxime Teixeira con il punteggio di 6–3, 6–2

### Doppio
Laurynas Grigelis /  Uladzimir Ihnacik hanno battuto in finale  Dustin Brown /  Jonathan Marray con il punteggio di 4–6, 7–6(9), [10-0]